# Attack (film)
Attack är en amerikansk krigsfilm från 1956 i regi av Robert Aldrich.
Filmen bygger på Norman Brooks pjäs Fragile Fox.

## Handling
I december 1944 slåss infanteristerna i Fragile Fox-kompaniet mot de tyska stridsvagnarna men en inkompetent kapten i de egna leden utgör ett ännu större hot.

## Rollista i urval
- Jack Palance - löjtnant Joe Costa
- Eddie Albert - kapten Cooney
- Lee Marvin - överstelöjtnant Clyde Bartlett
- Robert Strauss - menige Bernstein
- Richard Jaeckel - menige Snowden
- Buddy Ebsen - sergeant Tolliver
- Jon Shepodd - korpral John Jackson
- Peter van Eyck - SS-kapten
- Steven Geray - Otto, tysk underofficer
- Jud Taylor - menige Jacob Abramowitz
- Strother Martin - sergeant Ingersol